# Scarred Hearts
Scarred Hearts (Roemeens: Inimi cicatrizate) is een Roemeens-Duitse film uit 2016, geschreven en geregisseerd door Radu Jude en gebaseerd op de gelijknamige autobiografische roman van de Joods-Roemeense schrijver Max Blecher uit 1937. De film ging op 7 augustus in première in de competitie van het filmfestival van Locarno waar hij de "Speciale juryprijs" won.

## Verhaal
Roemenië, 1937, bij de twintiger Emanuel (het alter ego van de schrijver Max Blecher) werd de ziekte van Pott, een soort van ruggenmergtuberculose vastgesteld. Hij moet geruime tijd doorbrengen in een sanatorium aan de Zwarte Zee, liggend in een korset van gips. Emanuel was een student chemie die zich nu wijdt aan zijn literaire ambities terwijl hij vriendschappen smeedt met de dokters en andere patiënten. Hij ontmoet er ook Solange, een ex-patiënte die in het sanatorium rondhangt en begint met haar een romantische verhouding. 

## Rolverdeling
| Acteur            | Personage        |
| ----------------- | ---------------- |
| Serban Pavlu      | Dr. Ceafalan     |
| Sofia Nicolaescu  | Kind in de trein |
| Gabriel Spahiu    | Zed              |
| Ivana Mladenovic  | Solange          |
| Lucian Teodor Rus | Emanuel          |